# Spiroctenus inermis
Spiroctenus inermis är en spindelart som först beskrevs av William Frederick Purcell 1903.  Spiroctenus inermis ingår i släktet Spiroctenus och familjen Nemesiidae. Inga underarter finns listade i Catalogue of Life.